# Carlos Aldunate Errázuriz
Carlos Aldunate Errázuriz (Santiago, 7 de febrero de 1888-Santiago, 14 de agosto de 1959) fue un abogado y político chileno, miembro del Partido Conservador. Se desempeñó como parlamentario, y bimistro de Estado durante el primer gobierno del presidente Carlos Ibáñez del Campo.

## Biografía

### Familia y estudios
Nació en Santiago en 1888; hijo de Carlos Aldunate Solar y de Pelagia Errázuriz Echaurren. Era hermano del también parlamentario Fernando Aldunate Errázuriz. Realizó sus estudios superiores en la carrera de derecho en la Universidad de Chile, jurando como abogado el 14 de marzo de 1911. Su tesis se tituló De las internaciones. Profesionalmente ejerció como profesor de derecho de minas en esa misma casa de estudios.
Se casó en Santiago el 23 de noviembre de 1914, con Adriana Lyon Lynch, con quien tuvo cuatro hijos.

### Carrera política
Militante del Partido Conservador, fue regidor de la Municipalidad de Ñuñoa en dos períodos.
En las elecciones parlamentarias de 1924, fue elegido como diputado por Quillota y Limache, por el periodo legislativo 1924-1927. Durante su gestión integró la comisión de Relaciones Exteriores y Culto y la Comisión de Legislación y Justicia. Sin embargo no logró finalizar su periodo parlamentario debido a que el 11 de septiembre de 1924 fue disuelto el Congreso Nacional por decreto de la Junta de Gobierno, establecida tras un golpe de Estado.
Posteriormente, durante el final del primer gobierno del general Carlos Ibáñez del Campo, el 13 de julio de 1931 fue nombrado como ministro de Relaciones Exteriores y de Comercio y de Tierras y Colonización; ejerciendo la función de biministro de Estado hasta el 22 de julio del mismo año.
Tres años después, en unas elecciones parlamentarias complementarias, fue elegido como senador por la Quinta Agrupación Provincial de Colchagua, para completar el período 1933-1937; en reemplazo del radical Arturo Dagnino Oliveri, quien falleció en agosto de 1934. Asumió el 9 de octubre de ese mismo año e integró la Comisión Permanente de Gobierno.
Luego de dejar el Congreso Nacional, fue designado por el presidente liberal Arturo Alessandri, como embajador de Chile ante la Santa Sede, sirviendo el cargo entre 1937 y 1939.
Más tarde se dedicó a la actividad privada, ocupando el cargo de consejero y presidente del Banco de Chile; vicepresidente de la Asociación de Bancos de la República, y socio del Club de La Unión.
Falleció en Santiago de Chile el 14 de agosto de 1959, a los 71 años.